# Station Wetstraat
Station Wetstraat is een voormalige spoorweghalte langs spoorlijn 161 (Brussel - Namen) aan de gelijknamige Wetstraat in de Leopoldswijk van de Brusselse gemeente Brussel (stad) (België).

## Geschiedenis
In 1865 werd er een verbinding gemaakt tussen de stations Brussel-Luxemburg en Brussel-Noord. Langsheen deze lijn kwamen enkele nieuwe spoorweghaltes, waaronder onder andere station  Brussel-Leuvensesteenweg.
Bij de festiviteiten van het 50-jarig bestaan van België werd het Jubelpark geopend. Om deze site te bedienen werd er een (aanvankelijk tijdelijke) halte geopend op de kruising van deze nieuwe spooraansluiting en de Wetstraat. In 1879 werd er hiervoor een houten stationsgebouw opgericht.
Omstreeks 1922 werd de halte opgeheven en gesloopt, omdat ze niet meer noodzakelijk bleek. Jaren later, in 1969 opende er op dezelfde locatie opnieuw een station, maar nu genaamd station Brussel-Schuman.